# Болингбрук (Иллинойс)
Болингбрук (англ. Bolingbrook) — большая деревня расположенная в округах Уилл (преимущественно) и Ду-Пейдж в штате Иллинойс в Соединённых Штатах Америки.
Согласно данным переписи населения США 2020 года число жителей 
составляло 73 922 человека.

## История
Болингбрук — пригород Чикаго, зарегистрированный в 1965 году. Подобно соседней деревне Вудридж, почти все предприятия, дома, церкви и другие здания в Болингбруке были построены после 1960 года. Первое поселение на месте, где сейчас находится Болингбрук, было основано в 1831 году, но неформальные фермерские деревни оставались неинкорпорированными более 130 лет. 
Район, который сейчас называется Болингбрук, расположен в самом сердце водно-болотных угодий Гейтвэй, которые начинаются в Даунерс-Гроув и заканчиваются к северу от городской черты Джолиет. На крошечном кладбище Бордман (ныне часть Херитидж-Крик) находятся останки некоторых из первых европейских колонистов.

## География
Болингбрук расположен к западу от реки Дес-Плейнс примерно в 28 милях к юго-западу от центра города Чикаго.
Согласно данным переписи населения 2021 года, общая площадь Болингбрука составляет 25,12 квадратных миль (65,06 км2), из которых 24,92 квадратных миль (64,54 км2 или 99,18%) — это суша и 0,21 квадратных миль (0,54 км2 или 0,82%) — водная поверхность.
Болингбрук граничит с населёнными пунктами Вудридж, Ромеовилл, Плейнфилд, Нейпервилл и Дариен.